# Быковка (Татарстан)
Быковка — опустевшая деревня в Буинском районе Татарстана. Входит в состав Черки-Кильдуразского сельского поселения.

## География
Находится в юго-западной части Татарстана на расстоянии приблизительно 14 км на север по прямой от районного центра города Буинск.

## История
Основана в XVII веке. До 1917 года было известно под названием починок Иванов (Иванаев).
В «Списке населенных мест по сведениям 1859 года», изданном в 1866 году, населённый пункт упомянут как казённая деревня Починка Иванаева (Быковка) 2-го стана Тетюшского уезда Казанской губернии. Располагалась при реке Быковке, по правую сторону почтового тракта из Казани в Симбирск, в 45 верстах от уездного города Тетюши и в 6 верстах от становой квартиры во владельческом селе Знаменское (Чипчаги). В деревне в 45 дворах жили 274 человека (134 мужчины и 140 женщин). Была мечеть.

## Население
Постоянных жителей насчитывалось: в 1782 году- 67 душ мужского пола, в 1859—274, в 1908—592, в 1926—352, в 1938—298, в 1949—183, в 1958—140, в 1970—154, в 1979 — 88, в 1989 — 16. Постоянное население составляло 1 человек (татары 100 %) в 2002 году, 0 в 2010.